# Enfrentamiento de Karabulak (2024)
El enfrentamiento de Karabulak fue un enfrentamiento armado que se desarrolló entre el 2 al 3 de marzo de 2024 entre las fuerzas públicas rusas y una célula de militantes ingusetios, que según las autoridades rusas estaban afiliados al Estado Islámico del Cáucaso. El incidente fue el enfrentamiento más significativo en años en relación con las insurgencias islámicas en el Cáucaso septentrional.

## Cronología
Una célula de seis militantes, la mitad de los cuales eran buscados por las autoridades rusas por un ataque anterior en 2022, se atrincheraron en un apartamento del tercer piso y entablaron un largo tiroteo con las fuerzas especiales rusas. El gobierno y las fuerzas militantes intercambiaron disparos con armas pequeñas y explosivos durante horas seguidas. Se declaró un régimen de operación antiterrorista en Karabulak de la República de Ingusetia y, en consecuencia, las calles circundantes fueron bloqueadas, mientras que los residentes del complejo de apartamentos fueron evacuados a una escuela cercana.
Al mediodía del 3 de marzo, TASS informó que el tiroteo había terminado efectivamente y que todos los militantes habían muerto, aunque fuentes independientes rusas afirmaron que las fuerzas gubernamentales también sufrieron bajas y que un transeúnte murió.
Cinco días después del derrocamiento del régimen del EIC en Karabulak, en una reunión sobre la garantía de la seguridad nacional en la región bajo el liderazgo del Secretario del Consejo de Seguridad de la Federación de Rusia, Nikolái Pátrushev, el representante plenipotenciario del Presidente de la Federación de Rusia en el Distrito federal del Cáucaso Septentrional, Yuri Chaika, anunció que los militantes liquidados estaban involucrados en el movimiento salafista y en una organización destructiva estacionada en Turquía:

Как пример можно привести проведение КТО на территории Ингушетии 2 и 3 марта текущего года по ликвидации банды салафитов, которые позиционировали себя как участники так называемой Ингушской освободительной армии, о создании которой было объявлено деструктивной неправительственной организацией «Комитет ингушской независимости», дислоцирующийся в Турции.
Como ejemplo, los días 2 y 3 de marzo de este año, podemos citar la liquidación de una banda de salafistas que se posicionaron como miembros del llamado Ejército de Liberación de Ingusetia, cuya creación fue anunciada por la destructiva organización no gubernamental «Comité de Independencia de Ingusetia», estacionada en Turquía.